# Stara Huta, Bohorodceanî
Stara Huta (în ucraineană Стара Гута) este un sat în comuna Huta din raionul Bohorodceanî, regiunea Ivano-Frankivsk, Ucraina.

## Demografie
Componența lingvistică a localității Stara Huta
     Ucraineană (100%)
Conform recensământului din 2001, toată populația localității Stara Huta era vorbitoare de ucraineană (100%).